# Олександр (Кудряшов)
Митрополит Олександр (у миру Олександр Іванович Кудряшов, латис. Aleksandrs Kudrjašovs; 3 жовтня 1939 або 1940, село Рудзети, Даугавпілський повіт, Латвія) — митрополит Ризький і всієї Латвії, предстоятель Латвійської православної церкви.

## Біографія
Закінчив історико-філологічний факультет Даугавпілського педагогічного інституту (1964 рік), викладав російську мову та літературу в ризьких школах.
Після того працював барменом в ресторані .
У 1982 році єпископом Солнєчногорським Іліаном (Востряковым) був висвячений на диякона. У тому ж році в Пермському Свято-Троїцькому кафедральному соборі був рукопложений у священика до Свято-Ільїнського храмк села Усть-Сини Пермської області.
У 1983 році на прохання митрополита Леоніда у зв'язку з браком священиків у Ризькій єпархії переведений в Ригу і призначений настоятелем ризького Спасо-Преображенського храму.
У 1984 році призначений благочинним Валмієрського і Мадонського округів з возведенням у сан протоієрея.
З 1986 року член правління Латвійського відділення Радянського фонду культури. У 1988 році став членом єпархіальної ради. З 1989 року був редактором «Вісника Ризько-Латвійської єпархії» і відповідальним за видання молитвослова російською та латиською мовами. У тому ж році заочно закінчив Московську духовну семінарію.
У зв'язку з похилим віком митрополита Ризького і Латвійського Леоніда (Полякова) за його клопотанням 6 липня 1989 року постановою Святішого Патріарха Московського і всієї Русі та Священного Синоду визначено архімандриту Олександру (Кудряшову) бути єпископом Даугавпілським, вікарієм Ризької єпархії.
10 липня 1989 року митрополитом Ризьким і Латвійським Леонідом (Поляковим) пострижений у чернецтво з ім'ям Олександр і на наступний день возведений у сан архімандрита.
22 липня 1989 року за Всенічним бдінням в Богоявленському патріаршому соборі Москви було скоєно наречення архімандрита Олександра (Кудряшова) в єпископа Даугавпилсського, вікарія Ризької єпархії.
23 липня 1989 року в московському Богоявленському соборі хіротонісаний у єпископа Даугавпилсского, вікарія Ризької єпархії. Хіротонію звершили: митрополит Крутицький і Коломенський Ювеналій (Поярков), митрополити Ростовський і Новочеркаський Володимир (Сабодан) що згодом став митрополитом України, митрополит Новосибірський і Барнаульський Гедеон (Докукін), митрополит Тульський і Бельовський Серапіон (Фадєєв), архиєпископ Чуваський і Чебоксарський Варнава (Кедров), єпископи Калузький і Боровський Іліан (Востряков), єпископ Ташкентський і Середньоазіатський Лев (Церпицький), єпископ Орловський і Брянський Паїсій (Самчук), єпископ Калінінський і Кашинський Віктор (Олійник), єпископ Кишинівський і Молдавський Володимир (Кантарян).
Жив у Ризі, займався справами Ризької єпархії.

### Предстоятель Церкви Латвії
9 вересня 1990 року, після смерті митрополита Леоніда, єпископ Олександр став тимчасово керуючим Ризькою та Латвійською кафедрою.
27 жовтня 1990 року призначений єпископом Ризьким і всієї Латвії.
Доклав зусиль для відкриття у Ризі духовної семінарії. 26 травня 1993 року був зареєстрований в Міністерстві юстиції Латвійської Республіки статут Духовної Семінарії, а навесні 1994 року семінарія була відкрита.
25 лютого 1994 року возведений у сан архієпископа.
C 1997 року ректор Ризької духовної семінарії.
25 лютого 2002 року в Богоявленському Патріаршому соборі Патріарх Московський і всієї Русі Алексій II звів архієпископа Олександра у сан Митрополита.
З 27 липня 2009 року по 23 жовтня 2014 року член Міжсоборної присутності Російської Православної Церкви.
4 грудня 2017 року, згідно з указом Архієрейського собору РПЦ про те, що всі голови самокерованих церков, екзархатів і митрополичих округів відтепер матимуть право носіння другої панагії, Патріарх Московський і всієї Русі Кирил удостоїв митрополита Олександра цього права.

### Співпраця з КГБ
У 1982 році був завербований співробітником 5 відділу 4-го відділення КДБ Латвійської РСР Олександром Іщенком, псевдо — «Читач».

## Нагороди
- орден Трьох Зірок II ступеня Латвійської Республіки (12 квітня 2002)[10]
- орден Святителя Алексія, митрополита Московського II ступеня (5 жовтня 2009)[11].
- орден Дружби (Росія; 12 червня 2010)[12]
- Хрест Визнання I ступеня (Латвія; жовтень 2010)[13]
- Хрест Олександра I Благословенного (Фонду «Імперська спадщина», 25 жовтня 2012)[14]
- орден преподобного Серафима Саровського I ступеня (2014 рік)